# Konrad-Adenauer-Gymnasium (Kleve)
Das Konrad-Adenauer-Gymnasium (KAG Kleve) ist ein Gymnasium in Kleve. Benannt ist es nach dem ersten Bundeskanzler der Bundesrepublik Deutschland, Konrad Adenauer.
Es wurde 1969 als neusprachliches und mathematisch-naturwissenschaftliches Gymnasium gegründet. 1985 wurde ein Ganztagsbetrieb eingeführt. Damit ist das Konrad-Adenauer-Gymnasium das einzige Ganztagsgymnasium der Region. Eine weitere Besonderheit ist seit dem Schuljahr 2013/14 das Bestehen eines Montessori-Zweigs, in dem das Bildungskonzept Maria Montessoris umgesetzt werden soll. Das Gymnasium verfügt über eine Seiteneinsteigerklasse zur Sprachförderung von Kindern, deren Muttersprache nicht Deutsch ist. Außerdem bietet es gemeinsames Lernen im Sinne einer inklusiven Pädagogik an, wobei Kinder mit sonderpädagogischem Unterstützungsbedarf gemeinsam mit Kindern ohne einen solchen unterrichtet werden. Die Schule wurde im Dezember 2017 zur ersten Fairtrade-Schule im Kreis Kleve ernannt. Das Konrad-Adenauer-Gymnasium ist als MINT-freundliche Schule eingestuft, in der die Fächer Mathematik, Informatik, Naturwissenschaften und Technik besonders gefördert werden sollen.
Austauschprogramme bestehen mit Schulen in Nijmegen (Niederlande), Vaggeryd (Schweden), Worcester (Vereinigtes Königreich), Nueva Esperanza (El Salvador), Tianjin (Volksrepublik China) und Rabat (Marokko).
Der Biologie-Leistungskurs der Schule entwickelte  2015 einen Klimaschutzsticker.
Für das Schuljahr 2023/2024 ist die Schule als Bündelungsgymnasium ausgewiesen.